# Élections législatives de 1951 dans l'Isère
 (décembre 2023).
Si vous disposez d'ouvrages ou d'articles de référence ou si vous connaissez des sites web de qualité traitant du thème abordé ici, merci de compléter l'article en donnant les références utiles à sa vérifiabilité et en les liant à la section « Notes et références ».
Les élections législatives françaises de 1951 se tiennent le 17 juin. Ce sont les deuxièmes élections législatives de la Quatrième République.

## Mode de scrutin
Représentation proportionnelle plurinominale suivant la méthode du plus fort reste dans 103 circonscriptions, conformément à la loi des apparentements : les listes qui se sont « apparentées » avant l'élection remportent tous les sièges de la circonscription si leurs voix ajoutées obtiennent la majorité absolue des suffrages exprimés. Il y a 629 sièges à pourvoir.
Le vote préférentiel est admis. 
Dans le département de l'Isère, sept députés sont à élire.

## Candidats
.

### Liste d'Union républicaine, résistante et antifasciste présentée par le Parti communiste français
| N° | Candidats | Candidats         | Parti | Principales fonctions                                                               |
| -- | --------- | ----------------- | ----- | ----------------------------------------------------------------------------------- |
| 01 |           | André Dufour      | PCF   | Comptable, conseiller municipal de Grenoble, ancien résistant, député sortant       |
| 02 |           | Paul Billat       | PCF   | Ouvrier confiseur, conseiller municipal de Vienne, député sortant                   |
| 03 |           | Élise Grappe      | PCF   | Institutrice à Saint-Martin-d'Hères, ancienne résistante                            |
| 04 |           | Vincent Giroud    | PCF   | Agriculteur, conseiller municicipal de Trept                                        |
| 05 |           | Raymond Perinetti | PCF   | Artisan peintre, ancien résistant, conseiller municipal et ancien maire de Grenoble |
| 06 |           | Louis Mauberret   | PCF   | Mineur à La Mure                                                                    |
| 07 |           | Francisque Terry  | PCF   | Employé, ancien résistant, conseiller municipal de Vienne                           |

### Liste du Mouvement républicain populaire
| N° | Candidats | Candidats               | Parti | Principales fonctions                                                                                    |
| -- | --------- | ----------------------- | ----- | --- |
| 01 |           | Henri-Louis Grimaud     | MRP   | Avocat, député sortant, Vice-Président du Conseil général, conseiller général du canton de Grenoble-Nord |
| 02 |           | Jean Terpend-Ordassière | MRP   | Agriculteur à Saint-Joseph-de-Rivière, député sortant, conseiller général du canton de La Tour-du-Pin    |
| 03 |           | J. Nemoz                | MRP   | Employé textile à Vienne                                                                                 |
| 04 |           | Mme G. Voisin           | MRP   | Adjointe au maire de Grenoble                                                                            |
| 05 |           | Sylvain Bacconnier      | MRP   | Agriculteur, maire de Saint-Quentin-Fallavier                                                            |
| 06 |           | Louis Barran            | MRP   | Papetier, adjoint au maire de Moirans                                                                    |
| 07 |           | François Givord         | MRP   | Professeur à la Faculté de droit, adjoint au maire de Grenoble                                           |

### Liste d'Union des indépendants, des paysans, des républicains nationaux et du groupement national de défense des libertés professionnelles et des contribuables
| N° | Candidats | Candidats           | Parti                                  | Principales fonctions                                                                      |
| -- | --------- | ------------------- | -------------------------------------- | ------------------------------------------------------------------------------------------ |
| 01 |           | Aimé Paquet         | CNIP                                   | Agriculteur, maire de Saint-Vincent-de-Mercuze, conseiller général du canton du Touvet     |
| 02 |           | Francisque Igonetti | Mouvement de défense des contribuables | Bâtonnier de l'Ordre des avocats de Vienne                                                 |
| 03 |           | Joseph Bernay       | CNIP                                   | Agriculteur à Communay                                                                     |
| 04 |           | Emmanuel Chausson   | CNIP                                   | Industriel et commerçant à Grenoble                                                        |
| 05 |           | Louis Chavant       | CNIP                                   | Agriculteur, maire de Longechenal, Président des producteurs de pommes de terre de l'Isère |
| 06 |           | Clément Bourne      | CNIP                                   | Pépiniériste à Saint-Marcellin, Président des horticulteurs-pépiniéristes de l'Isère       |
| 07 |           | Ennemond Jury       | CNIP                                   | Agriculteur, maire de Chonas-l'Amballan                                                    |

### Liste du Parti socialiste SFIO
| N° | Candidats | Candidats      | Parti | Principales fonctions                                                                                |
| -- | --------- | -------------- | ----- | --- |
| 01 |           | Alix Berthet   | SFIO  | Administrateur du Dauphiné libéré, secrétaire fédéral du Parti socialiste, Médaille de la Résistance |
| 02 |           | Jean Landru    | SFIO  | Instituteur à Izeaux, conseiller général du canton de Vif                                            |
| 03 |           | Jean Marcel    | SFIO  | Négociant en vins, adjoint au maire de Vienne                                                        |
| 04 |           | Paul Martinais | SFIO  | Cultivateur, conseiller général du canton de Vinay                                                   |
| 05 |           | Marcel Coquand | SFIO  | Ouvrier métallurgiste, conseiller général du canton d'Allevard, maire de Saint-Pierre-d'Allevard     |
| 06 |           | Lucie Rouvel   | SFIO  | Employée des Postes                                                                                  |
| 07 |           | Victor Goudard | SFIO  | Négociant en bestiaux, maire de Beaurepaire                                                          |

### Liste du parti républicain radical et radical-socialiste
| N° | Candidats | Candidats           | Parti   | Principales fonctions                                                                  |
| -- | --------- | ------------------- | ------- | -------------------------------------------------------------------------------------- |
| 01 |           | Joseph Garavel      | Radical | Député sortant, conseiller général du canton de Tullins, maire de Morette, agriculteur |
| 02 |           | Jean-Baptiste Dufeu | Radical | Conseiller général, maire de Péage-de-Roussillon                                       |
| 03 |           | Charles Ferrère     | Radical | Avocat à la Cour d'Appel, maire de Noyarey                                             |
| 04 |           | Joseph Abel         | Radical | Maire de Saint-Savin                                                                   |
| 05 |           | Charles Pissetty    | Radical | Maire du Cheylas                                                                       |
| 06 |           | Henri Chastagnier   | Radical | Employé à Vienne                                                                       |
| 07 |           | Lucien Borie        | Radical | Publiciste à Grenoble                                                                  |

### Liste du Rassemblement du peuple français
| N° | Candidats | Candidats            | Parti | Principales fonctions                                            |
| -- | --------- | -------------------- | ----- | ---------------------------------------------------------------- |
| 01 |           | René Capitant        | RPF   | Député sortant de la Seine, ancien Ministre, professeur          |
| 02 |           | Albert Michallon     | RPF   | Chirurgien, conseiller municipal de Grenoble                     |
| 03 |           | Pierre Rey           | RPF   | Industriel                                                       |
| 04 |           | Justin Bouvier       | RPF   | Agriculteur exploitant à Saint-Jean-de-Bournay                   |
| 05 |           | François Péronnet    | RPF   | Greffier du Tribunal de commerce, conseiller municipal de Vienne |
| 06 |           | Alban Fagot          | RPF   | Artisan, conseiller municipal de Voiron                          |
| 07 |           | Joseph Perrin-Toinin | RPF   | Agriculteur exploitant à Saint-Geoire-en-Valdaine                |

### Liste de l'Union démocratique et socialiste de la résistance
| N° | Candidats | Candidats       | Parti | Principales fonctions                                   |
| -- | --------- | --------------- | ----- | ------------------------------------------------------- |
| 01 |           | Eugène Condette | UDSR  | Directeur de l'Office municipal du logement de Grenoble |
| 02 |           | Prosper Labbé   | UDSR  | Tisseur, maire de Beaucroissant                         |
| 03 |           | Pierre Gaudin   | UDSR  | Expert d'assurances                                     |
| 04 |           | Eugène Lorillou | UDSR  | Chirurgien, Pierre-Châtel                               |
| 05 |           | Joannès Beaude  | UDSR  | Expert comptable, Grenoble                              |
| 06 |           | Henri Fugier    | UDSR  | Agriculteur                                             |
| 07 |           | Eugène Roux     | UDSR  | Mineur                                                  |

## Élus
| Député sortant          | Parti | Parti   | Député élu ou réélu | Parti | Parti   |
| ----------------------- | ----- | ------- | ------------------- | ----- | ------- |
| André Dufour            |       | PCF     | André Dufour        |       | PCF     |
| Paul Billat             |       | PCF     | Paul Billat         |       | PCF     |
| Lucien Hussel           |       | SFIO    | Élise Grappe        |       | PCF     |
| Henri-Louis Grimaud     |       | MRP     | Henri-Louis Grimaud |       | MRP     |
| Jean Terpend-Ordassière |       | MRP     | Alix Berthet        |       | SFIO    |
| Louis Bonnet            |       | MRP     | Aimé Paquet         |       | CNIP    |
| Joseph Garavel          |       | Rad soc | Joseph Garavel      |       | Rad soc |

## Résultats

### Résultats à l'échelle du département
- Les listes du MRP, de la SFIO et Rad soc se sont apparentées.
- Leurs voix cumulées représentant moins de 50% des exprimés, les sièges sont répartis à la proportionnelle entre tous les partis.
- Le score de l'apparentement est considéré comme celui d'une liste pour la répartition générale, ensuite la répartition interne des sièges entre apparentées se fait également à la proportionnelle.

|          |           |                     |           |           |        |  |
| Parti    | Parti     | Tête de liste       | Résultats | Résultats | Sièges |  |
| Parti    | Parti     | Tête de liste       | Voix      | %         |        |  |
|          | PCF       | André Dufour        | 85 524    | 34,11     | 3      |  |
|          | MRP *     | Henri-Louis Grimaud | 40 637    | 16,21     | 1      |  |
|          | CNIP      | Aimé Paquet         | 33 254    | 13,26     | 1      |  |
|          | SFIO *    | Alix Berthet        | 31 552    | 12,58     | 1      |  |
|          | Rad soc * | Joseph Garavel      | 28 789    | 11,48     | 1      |  |
|          | RPF       | René Capitant       | 23 927    | 9,54      | 0      |  |
|          | UDSR      | Eugène Condette     | 6 477     | 2,58      | 0      |  |
|          |           |                     |           |           |        |  |
| Inscrits | Inscrits  | Inscrits            | 343 949   | 100,00    | 7      |  |
| Votants  | Votants   | Votants             | 255 288   | 74,22     |        |  |
| Exprimés | Exprimés  | Exprimés            | 250 742   | 98,22     |        |  |